# Holger Sinding-Larsen
Holger Sinding-Larsen (Christiania, 5 de julio de 1869 – Oslo, 12 de diciembre de 1938), fue un arquitecto noruego.
Holger Sinding-Larsen nació en Christiania (actualmente Oslo), Noruega. Era hijo de Alfred Sinding-Larsen (1839-1911) y Elisabeth Lange (1842-1887). Sus hermanos fueron el médico Christian Magnus Sinding-Larsen, el coronel Birger Fredrik Sinding-Larsen y el pintor Kristofer Sinding-Larsen.
Estudió de 1885 a 1889 en la Universidad Técnica de Kristiania, y de 1892 a 1893 en la Universidad Técnica de Berlín, donde fue asistente de Johannes Vollmer en 1893. En la segunda mitad de la década de 1890, realizó viajes de estudios a España, Italia y Grecia, pero también al Reino Unido y Suecia.
En 1895, ganó un concurso entre 27 participantes para diseñar la Capilla Holmenkollen. Se casó con Sine Broch Martens el 28 de diciembre de 1895 en la Iglesia de San Juan (Johanneskirken), en Bergen, Noruega. En 1900 viajó a París para la Exposition Universelle, donde diseñó el Pabellón de Noruega. En 1907, se convirtió en inspector de edificios de la Universidad de Christiania (ahora Universidad de Oslo), cargo que ocupó hasta 1924. Durante los años comprendidos entre 1904  y 1915, diseñó varios edificios grandes en la Universidad, así como varias iglesias. Holger Sinding-Larsen también recibió una medalla de plata por los diseños para la planificación urbana en relación con los Juegos Olímpicos de Amberes 1920.
Sinding-Larsen fundó la Asociación de Jóvenes Arquitectos en 1891. En 1906, fundó la Asociación de Arquitectura de Christiania, también se desempeñó como profesor en la Escuela de la Academia Nacional de las Artes. Fue galardonado con la Medalla al Mérito del Rey en oro y el Premio Fridtjof Nansen a la Investigación Destacada. También fue nombrado caballero de la Orden de Vasa.